# Gerry Hambling
Gerry Hambling (Croydon, 14 giugno 1926 – Cambridge, 5 febbraio 2013) è stato un montatore britannico.

## Filmografia
- Dry Rot (1956)
- Tutta la verità (The Whole Truth), regia di John Guillermin (1958)
- Marinai donne e Hawaii (The Bulldog Breed), regia di Robert Asher (1960)
- The Poacher's Daughter, regia di George Pollock (1960)
- The Kitchen (1961)
- She'll Have to Go (1962)
- Si spogli... infermiera (A Stitch in Time), regia di Robert Asher (1963)
- The Early Bird, regia di Robert Asher (1965)
- Press for Time (1966)
- The Magnificent Two (1967)
- The Adding Machine (1968)
- Piccoli gangsters (Bugsy Malone), regia di Alan Parker (1976)
- Fuga di mezzanotte (Midnight Express), regia di Alan Parker (1978)
- Saranno famosi (Fame), regia di Alan Parker (1980)
- Heartaches, regia di Donald Shebib (1981)
- Pink Floyd - The Wall, regia di Alan Parker (1982)
- Another Country - La scelta (Another Country), regia di Marek Kanievska (1984)
- Invitation to the Wedding (1985)
- Absolute Beginners, regia di Julien Temple (1986)
- Angel Heart - Ascensore per l'inferno (Angel Heart), regia di Alan Parker (1987)
- Mississippi Burning - Le radici dell'odio (Mississippi Burning), regia di Alan Parker (1988)
- Benvenuti in paradiso (Come See the Paradise), regia di Alan Parker (1990)
- The Commitments, regia di Alan Parker (1991)
- La città della gioia (City of Joy), regia di Roland Joffé (1992)
- Nel nome del padre (In the Name of the Father), regia di Jim Sheridan (1993)
- Morti di salute (The Road to Wellville), regia di Alan Parker (1994)
- Evita, regia di Alan Parker (1996)
- L'Albatross - Oltre la tempesta (White Squall), regia di Ridley Scott (1996)
- The Boxer, regia di Jim Sheridan (1997)
- La voce degli angeli (Talk of Angels), regia di Nick Hamm (1998)
- Le ceneri di Angela (Angela's Ashes), regia di Alan Parker (1999)